# Amanda Kolczynski
Amanda Kolczynski (født 10. August 1993) er en fransk håndboldspiller som spiller i ESBF Besançon og for Frankrigs kvindehåndboldlandshold.